# Фуенте-Вакерос
Фуенте-Вакерос (ісп. Fuente Vaqueros) — муніципалітет в Іспанії, у складі автономної спільноти Андалусія, у провінції Гранада. Населення — 4353 особи (2010).
Муніципалітет розташований на відстані близько 360 км на південь від Мадрида, 17 км на захід від Гранади.
На території муніципалітету розташовані такі населені пункти: (дані про населення за 2010 рік)
- Фуенте-Вакерос: 4299 осіб
- Ла-Пас: 54 особи

## Демографія
Динаміка населення (INE ):

## Галерея зображень

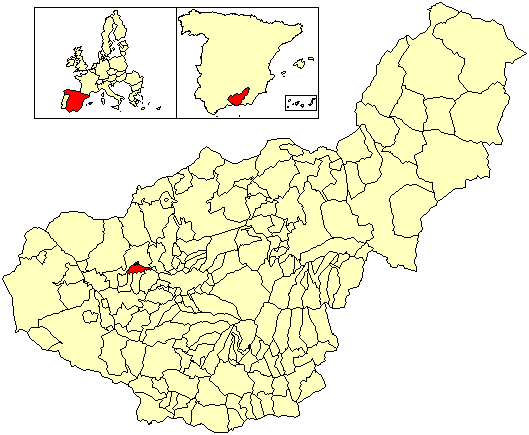
Розташування муніципалітету Фуенте-Вакерос у провінції Гранада

## Персоналії
- Федеріко Гарсія Лорка (1898—1936) — іспанський поет і драматург.